# Ивана Миличевић
Ивана Миличевић (Сарајево, 26. април 1974) хрватска и америчка је глумица и манекенка. Позната је по улогама у серијама Бенши (2013—2016) и Стотина (2018—2020).

## Биографија
Рођена је 26. априла 1974. у хрватској породици у Сарајеву. Са пет година се преселила у Детроит, где је и одрасла. Њен млађи брат је Томо Миличевић, који је био гитариста у групи Thirty Seconds to Mars. Имала је и млађег брата филипа који је преминуо у августу 2016.
У априлу 2018. се породила. Удала се 29. децембра 2018. за Педија Хогана.